# ماریلا، میشیگان
ماریلا (به انگلیسی: Marilla Township) یک منطقهٔ مسکونی در ایالات متحده آمریکا است که در شهرستان منیستی، میشیگان واقع شده‌است.
 ماریلا ۹۱٫۷ کیلومتر مربع مساحت و ۳۶۲ نفر جمعیت دارد و ۳۲۰ متر بالاتر از سطح دریا واقع شده‌است.